# 長崎南山中学校・高等学校
長崎南山中学校・高等学校（ながさきなんざんちゅうがっこう・こうとうがっこう, 英: Nagasaki Nanzan Junior and Senior High School）は、長崎県長崎市上野町にある私立中学校・高等学校。全日制課程は男子校であるが、通信制課程は男女共学である。

## 概要

### 高等学校
全日制課程（男子校）
- 普通科
  - グローバルコース
  - アカデミアコース

通信制課程（男女共学）
- 普通科
  - スプレンドールコース

### 校訓
- 「人間の尊厳のために（Hominis Dignitati[1]）」
  - この目標の下、「高い人格」「広い教養」「強い責任感」を育成する。

### 校章
「鎖」、「翼」、「十字架」を組み合わせた背景の上に、中央に「南山」の文字（縦書き）を配している。

### 校歌
- 作詞 - 北岡伸夫
- 作曲 - 吉見治男
- 編曲 - 後藤哲哉

※ 歌詞は3番まであり、各番とも「南山 南山 われらの母校」で終わる。

### 制服
濃紺のブレザー上下。デザインは山本寛斎によるもの。

### 寄宿舎
校舎の傍に、離島や遠隔地出身者のための寮「南山寮」が建っている。

## 沿革

### 創立前
- 1932年（昭和7年）5月 - 長崎市東山手町にあったプロテスタント長老改革派系の東山学院が経営不振のため、廃校。明治学院と合併。
- 1933年（昭和8年）- 長崎公教神学校が、東山学院の跡地に移転。

### 創立
- 1940年（昭和15年）1月 - 文部省の認可により、カトリック長崎教区が東陵学園を設立。長崎公教神学校の校舎を利用して、長崎東陵中学校（旧制）となる。（長崎公教神学校は、元の大浦天主堂敷地内に移転）
- 1948年（昭和23年）4月1日 - 学制改革に伴い、長崎東陵中学校・高等学校と改称。
- 1952年（昭和27年）
  - 校名を長崎南山中学校・高等学校（現校名）に改称。
  - 設立母体が神言修道会に移行し、南山大学の姉妹校となる。
  - 9月 - 旧制長崎工業学校跡地（現在地）に校舎が完成。
- 1955年（昭和30年）- 南山学園から独立し、長崎南山学園による運営となる。
- 2023年（令和5年）- 通信課程であるスプレンドールコースを新設[2]
- 2024年（令和6年）- スプレンドールコースを男女共学とする[3]

## 学校行事
- 慰霊祭
  - 南山独特[要出典]の行事。創立以来の在籍教師で死亡した者やその年に死亡した生徒の父母、在学中に死亡した生徒への慰霊のミサが行われる。
- クリスマス会
- 体育祭'
  - 他校の運動会と内容はほとんど変わらないが、約30kgの俵をいつまで持ち続けられるかを競う「力自慢」がある。
- 文化祭
  - クラスや部活動で発表を行う。

## 部活動

### 運動部
運動部のほとんどは校内に練習場を持つが、野球部・ラグビー部は長崎市三川町に専用グラウンドで練習を行っている。また専用の寮設備もある。
- 野球部（高校のみ）
  - 春１回、夏２回の甲子園出場歴がある。1997年夏（第79回）に出場した際、男子校のためチアリーダー部を持たない同校は、友好関係にある愛知県の南山大学チアリーダー部に応援のサポートを要請した。同部はこれに応え、試合当日は甲子園の同校応援席に長崎・愛知の合同応援団が陣取ることになった。だがこの時の対戦相手は、奇しくも愛知代表の豊田大谷高等学校であった。試合は延長12回まで縺れ、4-6で敗れた。
- ラグビー部
  - 全国大会出場経験あり[いつ?]
  - 初出場の全国高校ラグビー（花園）で啓光学園に勝利し、同じく初出場の全国高等学校選抜ラグビーフットボール大会（熊谷）では完封した。
  - 2020年（令和2年）度全国高校花園ラグビー大会出場
- バスケットボール部
  - 全国大会出場経験あり[いつ?]
- バレーボール部
  - 全国大会出場経験あり[いつ?]
- サッカー部
  - 2007年（平成19年）の全国高等学校サッカー選手権大会長崎県予選で国見高校を破った。2015年（平成27年）の同大会で県優勝し全国高校サッカー初出場。
- ソフトテニス部
  - 平成元年度全日本高等学校選抜ソフトテニス大会優勝。
- 柔道部
  - 全国大会出場複数回あり[いつ?]
  - 2019年（令和元年）度全国高等学校選手権大会、団体：ベスト16 、個人66kg級：第3位、個人81kg級：第3位。
  - 2020年（令和2年）度長崎県新人柔道大会、団体：優勝（決勝は長崎日大と戦い3-1で勝利を収めた）。個人66kg級：優勝、個人100kg超級：優勝。
  - 2021年（令和3年）度長崎県選手権大会柔道競技、個人66kg級：優勝。
- 剣道部
  - 1978年（昭和53年）インターハイ：団体準優勝・個人準優勝。
  - 1979年（昭和54年）インターハイ：団体準優勝・個人3位。
  - 1981年（昭和56年）インターハイ：個人3位。
  - 1983年（昭和58年）インターハイ：団体3位。
  - 1995年（平成7年）
    - 玉竜旗：準優勝。
    - インターハイ：個人3位。

  - 1996年（平成8年）
    - 選抜：優勝。
    - 玉竜旗：優勝。
    - インターハイ：団体3位・個人優勝。

  - 1997年（平成9年）選抜：優勝。
  - 1998年（平成10年）インターハイ：団体準優勝。
  - 1999年（平成11年）インターハイ：個人3位。
  - 2003年（平成15年）
    - 玉竜旗：準優勝。
    - インターハイ：団体3位・個人優勝。

  - 2023年（令和5年）
    - 玉竜旗：準優勝。
- 弓道部（高校のみ）
- 卓球部（同上）
- 陸上部（同上）
- 水泳部（同上）
- 応援部（同上）

### 文化部
- サイエンス部
- 美術部
- 吹奏楽部
- 写真部（同上）
- 文化情報部（同上）
- アニメ研究部

## 著名な出身者
- 秋本英樹（リンガーハット元社長）
- 佐々野諸延（リンガーハット社長）
- 伊藤史峻（放送作家）
- 岩本泰英（野球選手）
- 大熊克哉（ラグビー選手・クボタスピアーズ所属）
- 大澤蓮（ラグビー選手）
- 小川貴史（バレーボール・大分三好ヴァイセアドラー監督）
- 尾﨑章（ラグビー選手・元サントリーサンゴリアス所属）
- 川原佑（ラグビーレフリー）
- 川村達郎（ソフトテニス日本代表　アジア競技大会の金メダリスト）
- 菅藤心（ラグビー選手・元サントリーサンゴリアス所属）
- 菅藤友（ラグビー選手・元福岡サニックスブルース所属）
- 佐田繁理（さだ企画社長・さだまさしの実弟・元サッカー選手）
- 猿渡知（ラグビー選手・宗像サニックスブルース所属）
- 末永敬一朗（ラグビー選手・元リコーブラックラムズ所属）
- 杉永亮太（ラグビー選手・キヤノンイーグルス所属）
- 平浩二（ラグビー選手・日本代表、元サントリーサンゴリアス所属）
- 髙橋昴平（ラグビー選手・東芝ブレイブルーパス所属）
- 高見三明（カトリック長崎大司教）
- 平井将太郎（ラグビー選手・帝京大学ラグビー部所属）
- 平野航輝（ラグビー選手・トヨタ自動車ヴェルブリッツ所属）
- 藤原紘通（野球選手・元東北楽天ゴールデンイーグルス投手）
- 本田雅史（ミスター雁之助（プロレスラー））
- 前川清 （歌手・中退）
- 前田万葉（カトリック聖職者）
- 松田和哉（野球選手・元西武ライオンズ投手）
- 森正明（神奈川県議会議員・元サッカー選手フジタ工業）
- 山路泰生（ラグビー選手・日本代表、キヤノンイーグルス所属）

## 交通アクセス
- 長崎バス「如己堂下」バス停から徒歩で3 - 5分、または「大橋」バス停から徒歩で10 - 15分。
- 長崎電気軌道「大橋」電停から徒歩で10 - 15分。

## 系列校
- 長崎南山認定こども園
- 長崎南山小学校
  - 認定こども園と小学校は学校法人長崎南山第二学園が運営している。

## 関連学校
- 南山中学校・高等学校
- 南山国際中学校・高等学校
- 聖霊中学校・高等学校
- 南山大学 - 南山大学短期大学部
- 南山大学附属小学校